# Korskyrkan, Borås
Korskyrkan i Borås är en kyrka ansluten till Evangeliska Frikyrkan, med ungefär 370 medlemmar.
Kyrkan har gudstjänster varje söndag klockan 11.00. Varje fredag håller kyrkan i ett ungdomscafé med en ungdomsgudstjänst som kallas för "InsideOut".